# Браунлоу, Чарльз Генри
Сэр Чарльз Генри Браунлоу (англ. Charles Henry Brownlow; 12 декабря 1831, Султанпур, Британская Индия — 5 апреля 1916, Уорфилд, Беркшир) — британский фельдмаршал.

## Биография
Родился в Султанпуре, Британская Индия. С 1847 года служил офицером в туземном (сикхском полку) британской Бенгальской армии. С 1851 года служил в Северо-Западной пограничной провинции (современная граница Пакистана и Афганистана). Участвовал в экспедиции в регион Хазара и в боевых действиях против момандов, был ранен, за отличия дважды упоминался в депешах.
В 1857 году, в ходе Сипайского восстания, сражался против повстанцев во главе туземного пехотного полка. Затем участвовал в очередной экспедиции на северо-западе (так называемой Юсуфзайской). Затем принимал участие в событиях Второй опиумной войны, включая бои на подступах к Пекину. Зимой 1863/64 года самостоятельно руководил экспедицией против мятежных пуштунских племён в Северо-Западной пограничной провинции (момандов и юсуфзаев), за что в следующем году стал кавалером ордена Бани. В 1868 году участвовал в очередной экспедиции в область Хазара. За отличие произведён в полковники (1869).
В 1871 году командовал одной из колонн британских войск в экспедиции в Мизорам, целью которой было освобождение 6-летней британской девочки Мэри Винчестер (англ.), захваченных в плен местными племенами. Посланная на выручку экспедиция не только освободила девочку, но и попутно завоевала Мизорам. За отличие в этой экспедиции Браунлоу был награждён следующей степенью ордена Бани (1872).
В 1877 году вернулся в Англию, занимал различные военно-административные посты. Генерал-майор (1881), генерал-лейтенант (1884), кавалер большого креста ордена Бани (1888), полный генерал (1889). С того же года — в отставке.
Почётный полковник 20-го пехотного герцога Кембриджского полка (пенджабцы Браунлоу; с 1904 года). В 1908 году, находясь в отставке, как старейший офицер британской индийской армии, был произведён в фельдмаршалы. Проживал в своём поместье в графстве Беркшир. Скончался в 1916 году.
С 1890 года был женат на Джорджиане Кинг, но детей не оставил.